# Hold You Down
"Hold You Down" je pjesma američke R&B pjevačice Jennifer Lopez. Objavljena je 31. svibnja 2005. kao drugi i posljednji singl s albuma Rebirth u izdanju diskografske kuće Epic Records. Na pjesmi gostuje reper Fat Joe. Za razliku od singla "Get Right", singl "Hold You Down" nije zabilježio veliki uspjeh na top listama. Dospjela je do broja 64 u SAD-u te broja šest u Ujedinjenom Kraljevstvu.
Producent pjesme je Lopezin dugogodišnje suradnik Cory Rooney. Mnogi ljude krive odabir pjesme "Hold You Down" za drugi singl za slabu prodaju albuma Rebirth. Pjesma se nalazi i na albumu All or Nothing od Fat Joa.

## Popis pjesama
Američki maksi singl
1. "Hold You Down" (Radio Edit featuring Fat Joe) – 3:36
2. "Hold You Down" (Cory Rooney Spring Mix featuring Fat Joe) – 4:51
3. "Hold You Down" (Eliel Mix featuring Don Omar) – 4:02
4. "Hold You Down" (SPK and DJ Lobo Remix featuring Don Omar) – 3:59
5. "Get Right" (Hip Hop Remix featuring Fabolous) – 3:49
6. "Hold You Down" (Video)

Američki 12-inčni singl
1. "Hold You Down" (Cory Rooney Spring Mix featuring Fat Joe) – 4:51
2. "Hold You Down" (Cory Rooney Spring Instrumental) – 4:51
3. "Hold You Down" (Eliel Mix featuring Don Omar) – 4:02
4. "Hold You Down" (SPK and DJ Lobo Remix) – 3:59
5. "Hold You Down" (Eliel Mix Instrumental) – 4:02
6. "Hold You Down" (SPK and DJ Lobo Instrumental Remix) – 3:59

Britanski CD singl
1. "Hold You Down" (Album Version featuring Fat Joe) – 4:36
2. "Hold You Down" (Cory Rooney Spring Mix featuring Fat Joe) – 4:51
3. "Hold You Down" (Eliel Mix featuring Don Omar) – 4:02
4. "Hold You Down" (SPK and DJ Lobo Remix featuring Don Omar) – 3:59
5. "Get Right" (Hip Hop Remix featuring Fabolous) – 3:49
6. "Hold You Down" (Video)

Britanski 12-inčni singl
1. "Hold You Down" (Cory Rooney Spring Mix featuring Fat Joe) – 4:51
2. "Hold You Down" (Cory Rooney Spring Instrumental) – 4:51
3. "Hold You Down" (Album Version) – 4:36
4. "Hold You Down" (Eliel Mix featuring Don Omar) – 4:02
5. "Hold You Down" (SPK and DJ Lobo Remix) – 3:59
6. "Hold You Down" (Eliel Mix Instrumental) – 4:02

## Videospot
Videospot za pjesmu snimljen je pod redateljskom palicom Diane Martel 2005. godine u Bronxu. U videu Lopez pjeva na vrhu neke zgrade i na autocesti, dok se Joe skita po ulicama. Video je dospio do pete pozicije u MTV-jevoj emisiji Total Request Live.

## Top liste
| Top liste (2009.)      | Najviša pozicija |
| ---------------------- | ---------------- |
| Australija             | 17               |
| Belgija (Flandrija)    | 44               |
| Europa                 | 24               |
| Irska                  | 15               |
| Nizozemska             | 38               |
| Novi Zeland            | 14               |
| Njemačka               | 44               |
| SAD Billboard Hot 100  | 64               |
| SAD Pop Songs          | 27               |
| Španjolska             | 12               |
| Švicarska              | 44               |
| Ujedinjeno Kraljevstvo | 6                |